# بشاك بوران أوكصال
ولدت في مدينة جيراسوم عام 1977. تخرجت من جامعة الأناضول من الكونسرفتوار الدولي قسم المسرح. كما تعلمت على عزف الآلات الموسيقية مثا الجيتار، والمزمار أثناء دراستها في المرحلة الثانوية.
أحبت البالية والرقص الكلاسيكية منذ صغرها، لذا تعلمت الرقص من الكونسرفتوتر. وحالياتعمل في الكنسورفاتوار الدولي في مدينة اسكيشهر.
شاركت في أكثر من عشر مسرحيات كما شاركت في المسلسلات التي لاقت استحسان المشاهدين مثل: «خريف الحب» 2008، «ثمن عمري» 2009، «السراط» 2011.